# O2 Apollo Manchester
L'O2 Apollo Manchester, noto come The Apollo e formalmente come Apollo Theatre, Manchester Apollo e Carling Apollo Manchester, è una sala concerti situata ad Ardwick Green, a Manchester, nel Regno Unito.

## Descrizione
Ha una capienza di 3 500 posti (2 514 in piedi e 986 a sedere).

## Storia
Progettato dagli architetti Peter Cummings, Alex Irvine e R. Gillespie Williams in stile art déco, il palazzo fu inaugurato nel 1938 dall'attrice Margaret Lockwood e in origine ospitava un cinema. Negli anni settanta cessò di essere anche un cinema e divenne una sala per concerti. Ospita oggi una vasta gamma di concerti.
La sua gestione è affidata a Live Nation. Nel 2010 ha, per ragioni di sponsorizzazione, cambiato nome in O2 Apollo Manchester.